# Eriocaulon koernickei
Eriocaulon koernickei är en gräsväxtart som beskrevs av Nathaniel Lord Britton. Eriocaulon koernickei ingår i släktet Eriocaulon och familjen Eriocaulaceae. Inga underarter finns listade i Catalogue of Life.